# Spitsbergenverdrag

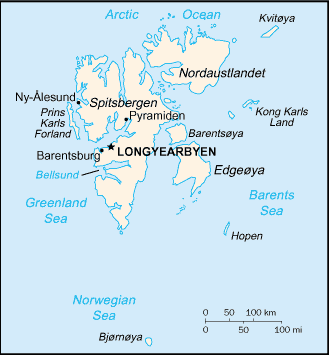
Kaart van Spitsbergen

Het Spitsbergenverdrag (Engels: Svalbard Treaty) is een internationaal verdrag uit 1920 waarbij de soevereiniteit over Spitsbergen en Bereneiland aan Noorwegen werd toegekend. Deze soevereiniteit is onderhevig aan voorwaarden. Zo moet Noorwegen inwoners van de landen die het verdrag ondertekenden de vrijheid laten economisch actief te zijn op Spitsbergen en de omringende zeegebieden. De eilandengroep mag bovendien niet / beperkt gebruikt worden voor oorlogszuchtige doeleinden en Noorwegen mag maar beperkt belastingen heffen. Het verdrag werd oorspronkelijk gesloten tussen 9 landen, waaronder Nederland. Sindsdien hebben zich nog 30 andere landen bij het verdrag aangesloten.
Tot dusver oefenen alleen Noorwegen en Rusland nog daadwerkelijk een deel van hun rechten uit, middels steenkolenwinning op de eilanden.

## Achtergrond

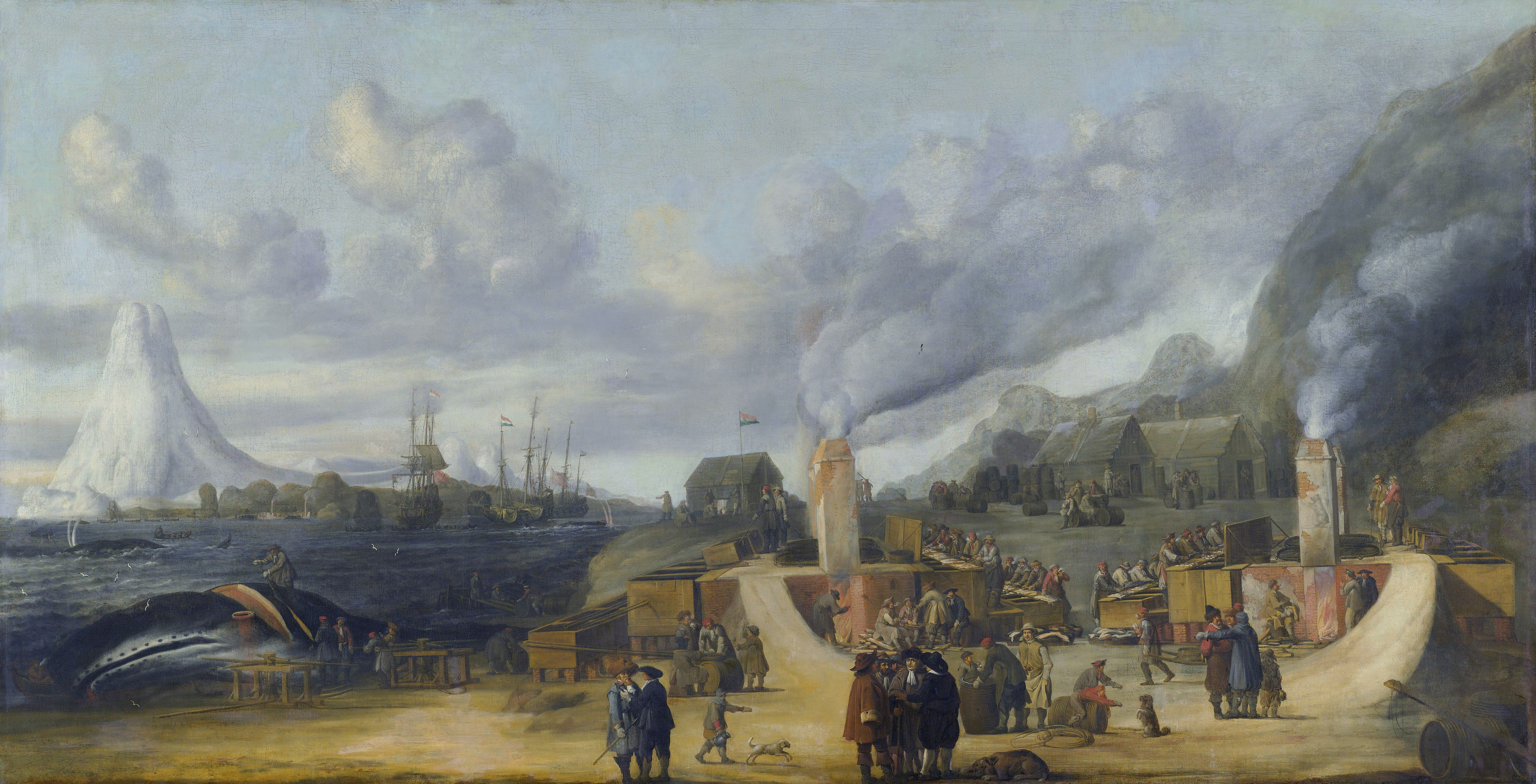
Smeerenburg, schilderij uit de zeventiende eeuw

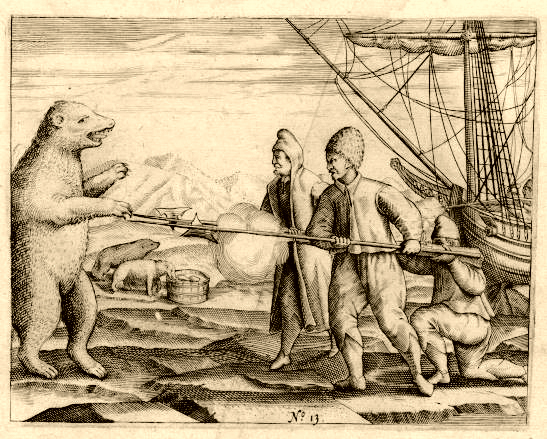
IJsberenjacht

De geschreven geschiedenis van Spitsbergen begint aan het einde van de zestiende eeuw als de eilandengroep wordt ontdekt door Willem Barentsz op zijn derde expeditie om de Noordoostelijke doorvaart te vinden. De verhalen van de overlevenden van die dramatische laatste reis van Barentsz maken in de Republiek duidelijk dat Spitsbergen grote kansen biedt voor de walvisvangst.
In de zeventiende eeuw worden de fjorden en zeeën van de eilandengroep het jachtterrein van vooral Nederlandse en Engelse walvisjagers. Op een aantal plaatsen ontstaan bescheiden nederzettingen zoals Smeerenburg, maar deze worden alleen tijdens het jachtseizoen bewoond. Er zijn wel pogingen gedaan om nederzettingen permanent te bewonen, maar overwinteren blijkt in de praktijk niet haalbaar. Dat steeds tijdelijke karakter van bewoning leidt ertoe dat geen enkele natie de behoefte voelt om de archipel daadwerkelijk te koloniseren, hoewel de Deense koning aanspraak maakt op de eilanden.
Halverwege de achttiende eeuw zijn vrijwel alle walvissen rond Spitsbergen gevangen. Landen als de Republiek en Engeland verliezen daarmee hun interesse in Spitsbergen. In deze periode wordt het vasteland van de eilanden een nieuw jachtgebied, nu voor pelsjagers. In eerste instantie komen deze uit Rusland, de zogenaamde Pomoren. Daarbij voegen zich wat later ook jagers uit het noorden van Noorwegen die zich richten op ijsberen. Deze jacht is vooral het terrein van eenlingen en heeft ook niet dezelfde dramatische gevolgen als de walvisjacht. De jagers opereren op eigen houtje en hebben weinig behoefte aan enige vorm van bestuur. De eilanden blijven daardoor terra nullius.
Aan het einde van de negentiende eeuw is er in de westerse wereld een groeiende interesse in de poolgebieden. Dat leidt ook tot grotere aandacht voor Spitsbergen. De eilanden worden studieobject voor geografen en geologen. Dan blijkt al snel dat Spitsbergen rijke steenkoolvoorraden heeft. De steenkool lijkt ook eenvoudig te winnen. Deze ontdekking leidt tot een bescheiden variant van de goudkoorts in Alaska: individuen zowel als bedrijven claimen grote delen van West-Spitsbergen om daar mijnbouw te kunnen plegen. Het ontbreken van een effectief bestuur begint nu een probleem te worden.

### Conferenties
In het begin van de twintigste eeuw wordt een aantal internationale conferenties belegd om een regeling te treffen voor de situatie op Spitsbergen. Meerdere landen maken aanspraak, waarbij verschillende gronden worden aangevoerd die de aanspraken moeten dragen. Zweden grondt zijn aanspraken op de aanwezigheid van een wetenschappelijke expeditie en economische activiteit. Nederland maakt nu wel aanspraak, gebaseerd op de ontdekking door Barentsz. Rusland baseert zich op de activiteiten van de Pomoren, en ook op economische activiteiten. De Verenigde Staten kiezen er vooralsnog voor dat de eilanden terra nullius blijven. Drie conferenties die voor de Eerste Wereldoorlog worden gehouden, leiden niet tot een oplossing.

### Noorwegen
Hoewel Noorwegen al eeuwenlang als koninkrijk bestond, werd het land in zekere zin pas in 1905 (weer) een onafhankelijke staat. De personele unie met Zweden werd in dat jaar verbroken en Noorwegen kreeg weer een eigen koning. Het jonge koninkrijk maakt aanspraak op IJsland en Groenland, gebieden die ooit vanuit Noorwegen waren gekoloniseerd, maar door de unie van Noorwegen met Denemarken in de zestiende eeuw onder de Deense kroon waren gekomen. Denemarken weigert echter die gebieden aan Noorwegen af te staan, waardoor Noorwegen zich op andere gebieden gaat richten.
De wereldbol was aan het begin van de twintigste eeuw al grotendeels verdeeld door koloniale grootmachten als het Verenigd Koninkrijk en Frankrijk. Wat nog rest zijn wat eilanden, verspreid over de gehele globe, waarvan niet duidelijk is welke meerwaarde zij voor een moederland kunnen hebben.
Door de aanwezigheid van steenkool wordt Spitsbergen een interessante optie. De economie van Noorwegen is voor een groot deel gebaseerd op de handelsvaart en steenkool is daarbij de belangrijkste brandstof. De economische mogelijkheden die de mijnbouw lijkt te bieden zorgen er echter voor dat grootmachten als het Verenigd Koninkrijk en de Verenigde Staten niet zomaar akkoord gaan met een Noorse inbezitneming.

### Den Store Norske

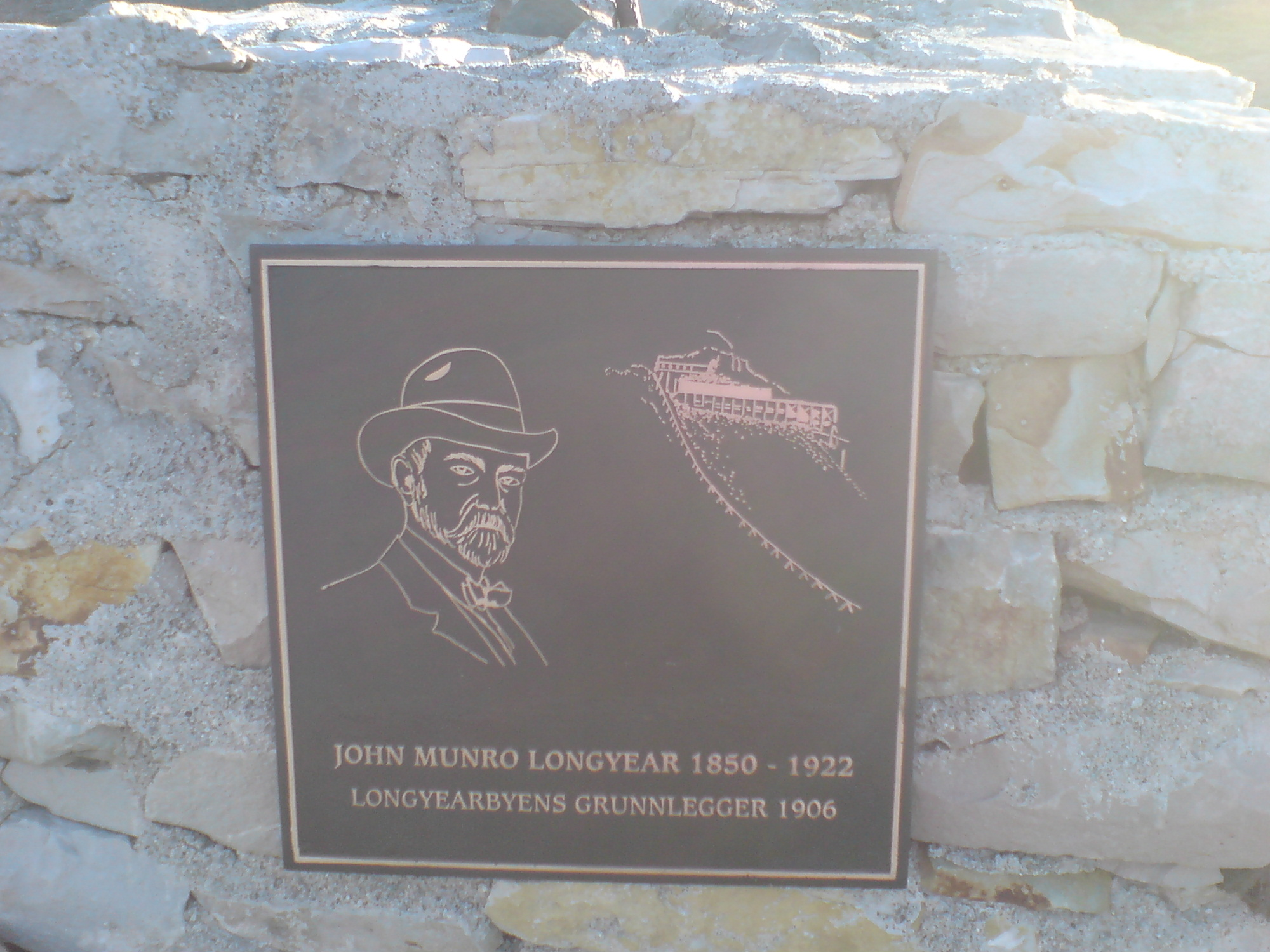
Longyear

Noorwegen realiseert zich dat, wil het aanspraak op Spitsbergen kunnen maken, het land aanwezig zal moeten zijn op de eilanden. Noorse initiatieven op het gebied van de mijnbouw blijken echter weinig levensvatbaar. In 1916 weet Noorwegen een grote slag te slaan. Het Amerikaanse mijnbouwbedrijf de Arctic Coal Company wil zijn activiteiten in Longyearcity verkopen. Voornaamste gegadigde is een Russisch bedrijf, maar de uiteindelijke koper is de Store Norske Spitsbergen Kullkompani. Daarmee wordt Noorwegen in één klap de belangrijkste economische macht op Spitsbergen.

## De totstandkoming van het verdrag
Hoewel Noorwegen middels de Store Norske de belangrijkste speler op Spitsbergen is geworden, ziet het land in dat een inbezitneming van de archipel niet zonder bezwaren van landen als het Verenigd Koninkrijk, de Verenigde Staten, Rusland en Zweden mogelijk is. Tegelijkertijd is duidelijk dat een voortdurende status als terra nullius van Spitsbergen voor geen enkele partij een reële optie is. De Verenigde Staten, die daar voorstander van waren, hadden na de verkoop van de Arctic Coal Company, geen groot belang meer bij de archipel.
Bij de onderhandelingen die uiteindelijk leiden tot de Vrede van Versailles verzoekt Noorwegen aan de onderhandelaars om ook een regeling voor Spitsbergen bij de onderhandelingen te betrekken. Het land stelt daarbij voor dat de soevereiniteit aan Noorwegen wordt opgedragen. Landen met economische en historische belangen op Spitsbergen zoals Nederland, het Verenigd Koninkrijk en Zweden, maken daartegen bezwaar. Rusland, een belangrijke opponent van Noorwegen, had in 1917 eenzijdig het verdrag van Brest-Litovsk gesloten met Duitsland en was daardoor in Versailles niet aanwezig.
De Verenigde Staten hadden geen belangen meer op Spitsbergen en waren bereid de wens van Noorwegen in te willigen. Frankrijk steunde ook in grote lijnen de Noorse wens. Het Verenigd Koninkrijk, Nederland en Zweden gingen echter niet zonder meer akkoord met volledige soevereiniteit voor Noorwegen, maar waren uiteindelijk wel bereid mee te werken aan het tot stand komen van een verdrag als er enkele voorwaarden aan de Noorse soevereiniteit gesteld werden.

## De inhoud van het verdrag
In 1920 leiden de onderhandelingen uiteindelijk tot een verdrag waarbij de verdragspartijen de soevereiniteit van Noorwegen over de eilandengroep onder voorwaarden erkennen. Het verdrag wordt gesloten tussen 9 landen: Noorwegen, de Verenigde Staten, Denemarken, Frankrijk, Italië, Japan, Nederland, het Verenigd Koninkrijk (inclusief de Britse Dominions) en Zweden.
De essentie van het verdrag is dat inwoners, inclusief bedrijven, van de verdragspartijen het recht krijgen om op Spitsbergen onder dezelfde voorwaarden als Noren economische activiteiten te ontplooien. Dit recht houdt tevens in dat inwoners van de verdragspartijen dezelfde rechten hebben in de wateren rond Spitsbergen. Bovendien bepaalt het verdrag dat Noorwegen verplicht is om alle belastingen die in Spitsbergen worden geheven volledig in Spitsbergen te besteden.

### Gebied
Spitsbergen wordt in het verdrag omschreven als alle eilanden in het gebied tussen 10° en 35° Oosterlengte en 74° en 81° Noorderbreedte. Bereneiland wordt uitdrukkelijk bij Spitsbergen gerekend. Het verdrag wordt tevens van toepassing verklaard op de territoriale wateren van Spitsbergen

### Natuurbescherming
Noorwegen krijgt het recht om maatregelen te nemen die nodig zijn ter bescherming van de flora en fauna van Spitsbergen, inclusief de territoriale wateren. Bij de toepassing van dergelijke regels mag echter op geen enkele wijze, direct of indirect, onderscheid gemaakt worden tussen Noren en inwoners van verdragstaten.

### Economische vrijheid
De inwoners van verdragstaten hebben vrije toegang tot Spitsbergen. Zij hebben het recht om op volstrekt gelijke voet met Noren daar iedere economische activiteit te ontplooien die zij wensen. Het vestigen van monopolies is uitdrukkelijk verboden. Bestaande rechten worden gerespecteerd, waarbij het verdrag bepaalt dat eventuele geschillen zullen worden voorgelegd aan een rechter, die wordt benoemd door de Deense regering.

### Belastingen
Noorwegen mag belastingen heffen, maar de opbrengst daarvan mag slechts voor Spitsbergen zelf besteed worden. Het verdrag bepaalt uitdrukkelijk dat voor de uitvoer van mineralen een maximale heffing van 1% geheven mag worden.

### Defensie
Hoewel het verdrag van Spitsbergen geen gedemilitariseerde zone maakt verbiedt het Noorwegen wel om de eilanden voor oorlogsdoeleinden te gebruiken. Het is uitdrukkelijk verboden om op Spitsbergen een marinebasis aan te leggen. Ook fortificaties zijn niet toegestaan.

### Rusland
Naast Noren waren Russen in deze periode het meest actief op Spitsbergen. Omdat het westen na de Russische revolutie moeite had om een Russische regering te erkennen was Rusland geen partij bij het verdrag. Het verdrag kent daarom een aparte bepaling waarin is vastgelegd dat Russische staatsburgers, vooruitlopend op een ondertekening door een erkende Russische regering dezelfde rechten krijgen als burgers van de verdragspartijen.
Het nieuwe bewind in Rusland had grote bezwaren tegen het verdrag. Uiteindelijk ging het land overstag in ruil voor de erkenning door Noorwegen van de Sovjet-Unie. In 1935 werd het verdrag door de Sovjet-Unie geratificeerd.
Thans exploiteert de Russische onderneming Arktikugol er de onder het Sovjetbewind geopende steenkolenmijnen.

## Sinds het verdrag

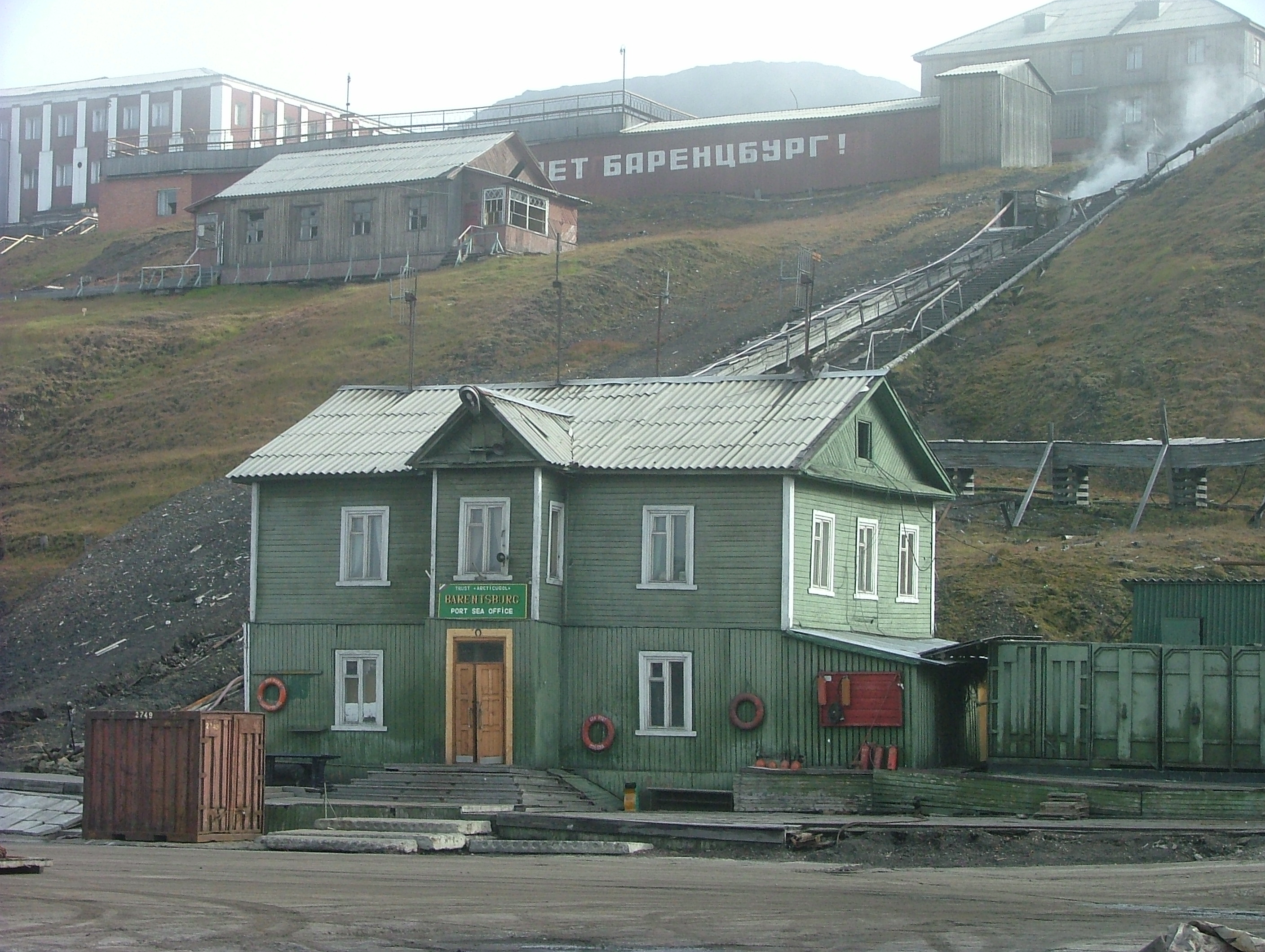
Barentszburg

In het verdrag was bepaald dat het van kracht zou worden op het moment dat alle deelnemende partijen het hadden geratificeerd. Japan was de laatste, in 1925. Het verdrag trad in werking op 14 augustus van dat jaar. Noorwegen heeft kort nadien een groot deel van de archipel tot beschermd natuurgebied verklaard, zodat in die gebieden economische activiteiten nauwelijks mogelijk zijn. Het heeft tevens een eigen naam aan de archipel gegeven: Svalbard.
In 1920 begon de 'Isefjord Kulcompagni Spitsbergen', opgericht door Van der Eb en Dresselhuys’ Scheepvaart Maatschappij uit Rotterdam, met de exploitatie van een kolenmijn op het schiereiland Bohemanflya en bouwde daarvoor de nederzetting Rijpsburg. Een jaar later werd Nederlandsche Spitsbergen Compagnie (Nespico) N.V. opgericht en verplaatste men de mijnbouw naar Green Harbour waar Barentsburg werd gebouwd. De kolenreserve was daar groter, van betere kwaliteit en gemakkelijker in een schip te laden. Midden in de jaren twintig werkten voor Nespico ongeveer 500 man op Spitsbergen. Als gevolg van dalende prijzen voor steenkool werd de exploitatie van de mijn in 1926 beëindigd. Een paar jaar later, in 1932, werd de mijn verkocht aan het Russische staatsbedrijf Arktikoegol. Rusland is momenteel het enige land dat gebruikmaakt van de rechten, die het verdrag aan de aangesloten landen verleent.

### Koude Oorlog
Tijdens de Tweede Wereldoorlog werd Spitsbergen grotendeels geëvacueerd. Hoewel Noorwegen geheel door de Duitsers bezet werd, heeft Duitsland geen serieuze pogingen gedaan om ook de volledige controle over Spitsbergen te krijgen. Er werden wel weerposten gevestigd, maar ook Noren bleven in staat om weerberichten te verzenden naar de geallieerden. Controle over Spitsbergen was van belang voor de route naar Moermansk. Dat belang was voor Rusland aanleiding om de Noren er toe te bewegen een gezamenlijk Russisch-Noors bestuur over de archipel te accepteren, waarbij het verdrag aangepast zou moeten worden. Tijdens de oorlog waren Rusland en de Noorse regering-in-ballingschap geallieerden, zodat de Noren het idee niet direct afwezen. Kort na de oorlog werd een voorstel voor gemeenschappelijk bestuur echter door het Noorse parlement met grote meerderheid afgewezen. Het verdrag bleef daardoor onverkort van kracht.
De aanwezigheid van de Russen heeft in de periode van de Koude Oorlog regelmatig tot spanningen geleid tussen de Noren en de Russen. Er woonden toen meer Russen dan Noren, waarbij de Russen zich niet gebonden voelden door het Noorse bestuur.
Hoewel er inmiddels meer Noren dan Russen op Spitsbergen wonen, bestaan er nog steeds spanningen. In oktober 2005 vond er een incident plaats toen de Noorse kustwacht een Russische vissersboot wilde inspecteren in verband met eventuele overtredingen van Noorse milieuregels. Met een beroep op het Spitsbergenverdrag weigerde de Russische kapitein aan inspectie mee te werken. Twee Noorse inspecteurs verbleven noodgedwongen dagenlang op het Russische schip. Het gedrag van de kapitein werd door de regering van Rusland uitdrukkelijk gesteund.
In december werd ook de bemanning van twee Spaanse trawlers door de Noorse kustwacht beboet.
Spanje, hierin gesteund door de EU, vecht het recht van Noorwegen aan om de schepen op te brengen en de bemanning juridisch te vervolgen.

## Huidige verdragstaten
Naast de oorspronkelijke negen landen die de onderhandelingen in 1920 voerden en Rusland hebben de volgende landen het verdrag ondertekend: Afghanistan; Albanië; Argentinië, Australië*, België, Bulgarije, Canada*, Chili, Dominicaanse Republiek, Duitsland, Estland, Egypte, Finland, Griekenland, Hongarije, IJsland, India, China, Monaco, Nieuw-Zeeland*, Oostenrijk, Polen, Portugal, Roemenië, Saoedi-Arabië, Spanje, Tsjechië**, Venezuela, Zuid-Afrika* en Zwitserland.
2**(Tsjechië heeft laten weten dat het als rechtsopvolger van Tsjecho-Slowakije partij werd)